# Dunaybah
Dunaybah (tiếng Ả Rập: دنيبة; cũng đánh vần Dneibeh hoặc Danibah) là một ngôi làng Syria nằm trong phó huyện Salamiyah thuộc huyện Salamiyah ở Tỉnh Hama. Theo Cục Thống kê Trung ương Syria (CBS), Dunaybah có dân số 2.208 trong cuộc điều tra dân số năm 2004.